# Sakristi
Et sakristi er et rum i kirken, hvor messeklæder, liturgiske bøger, alterkar, monstranser, lys og andet, som bruges ved gudstjenesten, opbevares. Her ifører præsten (præsterne) sig den til gudstjenesten foreskrevne dragt. Af samme grund kaldes sakristiet mange steder også for præsteværelset eller skrudhuset.
De ældste danske sakristier stammer fra ca. 1250, men sakristier blev først almindelige i 14 – 1500-tallet. Sakristiet er knyttet til koret, den del af kirkerummet, hvor hovedalteret står. Man kan som regel kun komme ind i sakristiet fra koret. Dette gjorde sakristiet til kirkens sikreste rum, og derfor opbevarede man før i tiden ikke blot de gejstlige genstande i sakristiet, men også penge, skøder, breve og andre værditing, der blev gemt i kirkekisten. Vinduerne til sakristiet var af samme årsag tilgitrede.
Sakristan er navnet på en kirkebetjent, der har opsyn med et sakristi. Betjenten kan sammenlignes med en kordegn i en dansk kirke.
- Wikimedia Commons har flere filer relateret til Sakristi

| Religion | Spire Denne religionsartikel er en spire som bør udbygges. Du er velkommen til at hjælpe Wikipedia ved at udvide den. |